# Бесквадратни број
У математици, бесквадратни, или quadratfrei  (из немачког језика) цео број, је цео број који је недељив ни са једним другим савршеном степеном сем 1. На пример, 10 је бесквадрат број, али 18 није, јер 18 је дељиво са 9 = 32. Мањи позитивни бесквадратни бројеви су
1, 2, 3, 5, 6, 7, 10, 11, 13, 14, 15, 17, 19, 21, 22, 23, 26, 29, 30, 31, 33, 34, 35, 37, 38, 39, ... (секвенца А005117 у ОЕИС)

## Еквивалентне карактеризације
Позитивни број n је бесквадрат ако и само ако је основна теорема аритметике n, не прост број јавља више од једном. Други начин навођења је исто што и за сваки прост дељивост p од n, прост број p неравномерно дели n / p. Још једна формулација: n је бесквадратни број ако и само ако сваки чинилац n = ab, чиниоци a и b су узајамно прости. Непосредна последица ове дефиниције је да сви прости бројеви су бесквадратни бројеви.
Цео позитивни број n је бесквадрат ако и само ако μ(n) ≠ 0, где је μ означава Мебијусову функцију.
Цео позитивни број n је бесквадрат ако и само ако све Абелове групе n are изоморфне, што је случај ако и само ако су сви циклични. То следи из класификације коначно остварених абелових група.
Цео број n је бесквадратни број ако и само ако чинилац прстена Z / nZ (види Модуларна аритметика) је производ поља. То следи из кинеске теореме о остацима и чињенице да је прстен у обликуZ / kZ прстен ако и само ако је k прост број.
За сваки цео природни број n, скуп свих позитивних делилаца n постаје делимично наредба скупа ако користимо дељивости реда односа. Ово је делимично наредба скуп да буде увек дистрибутивног решења. То је Булова алгебра ако и само ако је н бесквадратни број.
Радикални цео број је увек бесквадрат: цео број је бесквадрат ако је једнак његовом радикалном.

## Дириклеова општа функција
Дириклеова општа функција за бесквадратни број је
{\displaystyle {\frac {\zeta (s)}{\zeta (2s)}}=\sum _{n=1}^{\infty }{\frac {|\mu (n)|}{n^{s}}}} где је ζ(s) Риманова зета-функција
Лако је видети из Ојлеровог производ
{\displaystyle {\frac {\zeta (s)}{\zeta (2s)}}=\prod _{p}{\frac {(1-p^{-2s})}{(1-p^{-s})}}=\prod _{p}(1+p^{-s}).}

## Дистрибуција
Нека је Q(x) означава број бесквадратних природних бројева између 1и x. За велика n, 3/4 позитивних целих бројева мањи од n али недељивих са 4, 8/9 недељивих са9, итд. Пошто су ови догађаји независни, добијамо апроксимацију:
{\displaystyle Q(x)\approx x\prod _{p\ {\text{prime}}}\left(1-{\frac {1}{p^{2}}}\right)=x\prod _{p\ {\text{prime}}}{\frac {1}{(1-{\frac {1}{p^{2}}})^{-1}}}}
{\displaystyle Q(x)\approx x\prod _{p\ {\text{prime}}}{\frac {1}{1+{\frac {1}{p^{2}}}+{\frac {1}{p^{4}}}+\cdots }}={\frac {x}{\sum _{k=1}^{\infty }{\frac {1}{k^{2}}}}}={\frac {x}{\zeta (2)}}}
Овај аргумент може бити опасан али и врло добар
{\displaystyle Q(x)={\frac {x}{\zeta (2)}}+O\left({\sqrt {x}}\right)={\frac {6x}{\pi ^{2}}}+O\left({\sqrt {x}}\right)}
(види Пи и велико О). Коришћење највеће познате нула-слободе округа Риманове зета функције, због Иван Матвејевич Виноградов, М. Н. Коробов и Ханс Егон Ричерт, максимална величина термина грешке је смањио Арнолд Волфис и имамо
{\displaystyle Q(x)={\frac {6x}{\pi ^{2}}}+O\left(x^{1/2}\exp \left(-c{\frac {(\log x)^{3/5}}{(\log \log x)^{1/5}}}\right)\right).}
За неку позитивну константу c. Према Римановој хипотези, термин грешке се може даље смањити да се добије
{\displaystyle Q(x)={\frac {x}{\zeta (2)}}+O\left(x^{17/54+\varepsilon }\right)={\frac {6x}{\pi ^{2}}}+O\left(x^{17/54+\varepsilon }\right).}
Види разлику између бесквадратних бројева до n и приближно (n/ζ(2)) у ОЕИС:
A158819 – (Број бесквадратних бројева≤ n)минус приближно (n/ζ(2)). ]
Асимптотска / природна густина бесквадратних бројева је, дакле,
{\displaystyle \lim _{x\to \infty }{\frac {Q(x)}{x}}={\frac {6}{\pi ^{2}}}={\frac {1}{\zeta (2)}}}
где јеζ Риманова зета-функција и 1/ζ(2) је скоро 0.6079 (увек 3/5 целих бројева су бесквадратни).
Исто тако, ако Q(x,n)означава број n-слободан цео броје.g. 3-слободни цели бројеви без куба целих бројева)између1 и x, може се показати као
{\displaystyle Q(x,n)={\frac {x}{\sum _{k=1}^{\infty }{\frac {1}{k^{n}}}}}+O\left({\sqrt[{n}]{x}}\right)={\frac {x}{\zeta (n)}}+O\left({\sqrt[{n}]{x}}\right).}

## Кодирање као бинарни бројеви
Ако представљамо бесквадратни број као бесконачни производ:
{\displaystyle \prod _{n=0}^{\infty }{p_{n+1}}^{a_{n}},a_{n}\in \lbrace 0,1\rbrace ,{\text{ and }}p_{n}{\text{ is the }}n{\text{th prime}}.}
онда можемо узети оне {\displaystyle a_{n}} и користити их као битове у бинарном броју, односно са кодирањем:
{\displaystyle \sum _{n=0}^{\infty }{a_{n}}\cdot 2^{n}}
на пример. На бесквадратном броју 42 има чинилаца2 × 3 × 7, или као бесконачан производ: 21 · 31  · 50 · 71 · 110 · 130 · ...; Тако број 42 може бити кодиран као бинарни број...001011 или 11 децимала. (Пазити да су бинарне цифре обрнуте у бесконачним производима).
Пошто је проста факторизација сваког броја јединствена, тако је и сваки бинарни код бесквадратни природни број.
Супротно је такође тачно. Пошто сваки позитивни цео број има јединствену бинарну заступљеност могуће је преокренути овај код тако да се могу "декодирати" у јединствен цео бесквадратни број.
Опет, на пример, ако се почне са бројем 42, овај пут је дефинисан као позитиван цео број, има своју бинарну репрезентацију101010. Овај "декод" постаје 20 · 31 · 50 · 71 · 110 · 131 = 3 × 7 × 13 = 273.
Тако је у реду кодирање бесквадратних природних бројева као пермутације скупова свих целих бројева.
Види секвенце А019565, А048672 и А064273 у ОЕИС

## Ердосов хипотеза бесквадратног броја
Централни биномни коефицијент
{\displaystyle {2n \choose n}}
није никада бесквадратни број за n > 4. Ово је доказао године 1985. за све довољно велике целе бројеве Андраш Саркози, и за све целе бројеве > 4 1996. године Оливер Рамаре и Андреј Гронвиј.

## Језгро бесквадратних бројева
Мултипликативна функција {\displaystyle \mathrm {core} _{t}(n)} је дефинисана да мапира позитивне целе бројеве n до t-слободне бројеве смањивањем носилаца у простим степенима репрезентације модула t:
{\displaystyle \mathrm {core} _{t}(p^{e})=p^{e\mod t}.}
вредност комплета {\displaystyle \mathrm {core} _{2}}, посебно су бесквадратни цели бројеви. Њихове Дирклет опште функције су
{\displaystyle \sum _{n\geq 1}{\frac {\mathrm {core} _{t}(n)}{n^{s}}}={\frac {\zeta (ts)\zeta (s-1)}{\zeta (ts-t)}}}.
ОЕИС репрезентације су А007913 (Т=2) и А053165 (Т=4).